# Tom Jones (pilot)
Tom Jones (n. 26 aprilie 1943, Dallas, Texas, SUA – d. 29 mai 2015, Eastlake⁠(d), Ohio, SUA) a fost un pilot de curse auto american care a evoluat în Campionatul Mondial de Formula 1 în sezonul 1967.